# Art outsider
 (juin 2013).
Si vous disposez d'ouvrages ou d'articles de référence ou si vous connaissez des sites web de qualité traitant du thème abordé ici, merci de compléter l'article en donnant les références utiles à sa vérifiabilité et en les liant à la section « Notes et références ».
L’art outsider (traduit de l'expression en anglais outsider art) désigne l'ensemble des créateurs marginaux, autodidactes, qui ont élaboré leurs œuvres dans la solitude et en dehors de l'influence du milieu artistique. 

## Histoire
L’art outsider est, à l'origine, la contrepartie anglo-saxonne de l’art brut, mais l'expression, loin d’être une simple traduction, reflète une réalité historique de créateurs, de marché, de lieux et de réseaux qui sont propres à cet art. Celui-ci possède des spécificités et une histoire propres, développées dans les années 1990 à travers des ouvrages, des expositions, des revues.
Ainsi ses origines, très liées à l’art brut, remontent au livre de Roger Cardinal, Outsider Art (1972), et à l’exposition « Outsiders » organisée à Londres, en 1979, à la Hayward Gallery par Roger Cardinal et Victor Musgrave[réf. nécessaire]. À partir de 1989, ses développements et ses réseaux, principalement tournés vers les États-Unis, sont diffusés à l'échelle internationale par le magazine britannique Raw Vision animé par son rédacteur en chef, John Maizels.

### LeFolk Artet les Afro-américains
Les origines de l’art outsider aux États-Unis sont liées à la découverte de créateurs autodidactes et à la parution d’un livre, They Taught Themselves: American Primitive Painters of the 20th Century de Sidney Janis, paru en 1942. Le Folk Art est issu des couches pauvres et populaires, et notamment de la communauté afro-américaine, ce qui le rapproche souvent du blues en musique, mais est aussi souvent lié aux thèmes religieux, certains créateurs étant eux-mêmes des prêcheurs et se servant de leurs œuvres en tant que message évangélique.
Dès 1937, les sculptures de William Edmonson sont montrées au Museum of Modern Art de New York. En 1939, les dessins d’un sans-abri des rues de Montgomery, Bill Traylor, sont découverts et commencent à susciter l’intérêt. Ces dessins atteindront à la fin du XXe siècle la cote la plus élevée en termes d’art outsider ! Les œuvres de toute une génération de ces autodidactes afro-américains, souvent nés vers 1900, tels que Sam Doyle, Minnie Evans, Sister Gertrude Morgan, etc., sont rentrées dans le marché de l’art outsider. Les créateurs d’origine blanche ne sont pas en reste avec la découverte en 1939 de Grandma Moses qui a commencé à peindre à 70 ans. Une exposition de ses œuvres est organisée l’année suivante dans une galerie new-yorkaise. En 1961, le révérend Howard Finster commence son Jardin évangélique du Paradis et produit de saisissantes peintures visionnaires naïves.

### L’art brut en Amérique et en France
Le sol américain et le sol français ont vu également émerger des créateurs très proches de ce que Dubuffet a défini comme de l’art brut. Trois figures en ressortent nettement.

#### Henry Darger
À la mort de Darger en 1973, son propriétaire, Nathan Lerner, dessinateur et photographe, trouve sa chambre encombrée d’écrits, de tableaux, de documents. Henry Darger, vivant dans la solitude, avait entrepris la rédaction d’un livre illustré monumental, laissant derrière lui quinze volumes faisant près de 15 000 pages et 87 grandes aquarelles illustrant des épisodes du récit. Ces peintures présentent la particularité de reproduire des personnages de bandes dessinées ou de catalogue ; une salle leur a été consacrée à la Collection de l'art brut de Lausanne.

#### Martin Ramirez
Ayant perdu l’usage de la parole, errant, Martin Ramirez (1895-1963) fut interné dans un hôpital psychiatrique de Californie de 1930 à la fin de sa vie. Les treize dernières années, il fit quelque 200 dessins, parfois de très grands formats avec des cavaliers, trains ou personnages féminins évoluant dans des entrelacs architecturaux. Son œuvre fut sauvée par un professeur de psychologie, le Dr Pasto.

#### Joseph Yoakum
Bien qu’étant assez intégré socialement, Joseph Yoakum (1886-1972), ancien artiste de cirque de Chicago, a produit à la fin de sa vie un ensemble de dessins fort troublants. Ce sont des paysages imaginaires qu’il disait inspirés de ses nombreux voyages mais ressemblent plus à des coupes biologiques ou géologiques. Découvert en 1968 par des étudiants et professeurs d’art de Chicago, Yoakum devint vite leur coqueluche et influença même leur travail.

### Les environnements
À l’instar du facteur Cheval, de la base de la Menegatte d'Arthur Vanabelle ou de Piccassiette en France, le monde anglo-saxon a vu éclore nombre d’environnements autodidactes et visionnaires.[réf. nécessaire] Les plus célèbres sont les Watts Towers de Simon Rodia (1875-1965) à Los Angeles ; la Maison des Miroirs de Clarence Schmidt (1897-1978) à Woodstock ; et le Rock Garden de Nek Chand (né en 1924) à Chandigarh (Inde), qui se targue d’être le plus grand environnement d’art populaire au monde.[réf. nécessaire]
Aux États-Unis, plusieurs associations sont vouées à la préservation de ces environnements, notamment SPACES de Seymour Rosen à Los Angeles ou la fondation Kohler du Wisconsin.[réf. nécessaire]

## Expositions

### Manifestation
- Outsider Art Fair (en) : réunit les spécialistes et les galeries de l’art outsider tous les ans à New York en début d’année. Existe depuis 1992 (et à Paris depuis 2013, parallèlement à la FIAC).

### Lieux
- American Visionary Art Museum, Baltimore : fondé par Rebecca Hoffberger (qui en est également la directrice) en 1995, ce musée est l’un des plus importants des États-Unis pour ce qui est de la préservation et de la présentation de l’art outsider et visionnaire avec, chaque année, de grandes expositions thématiques.
- American Folk Art Museum, New York : très importante collection d’art populaire et outsider, et l’organisation d’expositions de grande ampleur.
- INTUIT, Center for Intuitive and Outsider Art, Chicago : fondé en 1991 et voué à l’étude, la préservation et la présentation de l’art outsider.
- Bethlem Royal Archives and Museum, Londres.
- Collection de l'Art Brut, Lausanne, qui possède une importante collection d'art brut, courant très proche de l'art outsider, mais dont la définition est plus réductrice : art produit par des personnes non formés artistiquement, de manière spontanée et principalement attribuée à des individus atteints de maladies psychiques.

### Sources principales
- Raw Vision. Outsider Art source book, Londres, 2002
- L’Art brut, John Maizels, Phaidon, 2003
- Art brut. L’instinct créateur, Laurent Danchin, Gallimard, 2006

### Ouvrages

#### En français
- Marc Décimo, Les Jardins de l’art brut, Dijon, Les presses du réel, 2007 Collection « Chantiers ». 270 illustrations.
- Colin Rhodes, L’art outsider : Art brut et créations hors-normes au XXe siècle, Thames & Hudson, 2001
- John Maizels, L’Art brut. L’art outsider et au-delà, Paris, Phaidon, 2003Edition originale : Raw Creation. Outsider Art and beyond, Phaidon, Londres, 1995.
- Laurent Danchin et Martine Lusardy, Art outsider et Folk Art des collections de Chicago, Paris, La Halle Saint Pierre, 1999Catalogue d’exposition.
- John Maizels, Mondes imaginaires, Paris, Taschen, 2007Edition originale : John Maizels & Deidi von Schaewen, Fantasy Worlds, Taschen, London, 1999.

#### En anglais
- (en) Sidney Janis, They Taught Themselves, : American Primitive Painters of the 20th Century, New York, Dial Press, 1942Réédition 1999
- (en) Hans Prinzhorn, Artistry of the Mentally Ill, Vienna & New York, Springer Verlag, 1972Réédition 1995
- (en) Roger Cardinal, Outsider art, New York, London & Praeger, 1972
- (en) John M. MacGregor, The Discovery of the Art of the Insane, Oxford, Princeton, 1989
- (en) Los Angeles County Museum of Art, Parallel Visions, Modern Artists and Outsider Art, Princeton University Press, 1992Catalogue d’exposition.
- (en) John Maizels, Raw Creation. Outsider Art and beyond, London, Phaidon Press, 1995
- (en) Colin Rhodes, Outsider art, spontaneous alternatives, London, Thames & Hudson, 2000

### Revues
- Raw Vision
- Hey! (revue française)

#### Aux États-Unis(en)
- INTUIT Chicago
- American Visionary Art Museum Baltimore
- American Folk Art Museum New York

#### En Europe
- (en) Magazine Raw Vision
- Portail francophone de l'Art Outsider

### Vidéographie
- (en) Сергей К., « Turning The Art World Inside Out (HD, eng/ru subs) »,‎ 23 novembre 2014 (consulté le 18 janvier 2025)